# 金門氣象站
金門氣象站隸屬於交通部中央氣象署，位於金門島西南角，鄰近水頭社區，與茅山塔比肩而立。

## 氣象觀測歷史沿革
民國43年(1954年)，未改善金門島上的農業勞動情況，金門地區成立農業試驗所，而當時農試所內每8小時觀測一次的氣象資料，為金門地區最早有系統的氣象觀測資料。由於當時金門島為軍管時期，氣象為重要軍事情資，相關的資訊都受到嚴格的管控。一直到民國81年（1992年），國防部宣布金門縣解除戒嚴，氣象局才開始著手規劃金門地區一連串的氣象觀測改善作業。
民國84年(1995年)，中央氣象局與農試所合作，將人工觀測改成電腦自動觀測，觀測資料的時間密度有了飛躍性的成長。
民國87年(1998年)，中央氣象局向行政院提出「建立金門及馬祖氣象站計畫」。
民國93年(2004年)，金門氣象站正式落成。
民國104年(2015年)，九宮碼頭氣象自動觀測站落成，為烈嶼(小金門)島上極少數的氣象觀測資料之一。
民國104年(2015年)，金沙、金寧、烏坵等氣象自動觀測站落成。
至此，金門縣2鎮4鄉皆有自己專屬的氣象觀測資料。

## 編制
金門氣象站依據中央氣象署三等氣象站之編制，配有主任1人、職員3人，以及工友1人，人工觀測作業時間為8時到17時，班務時間為7時30分至18時30分。

## 觀測項目
| 氣象因子 | 觀測項目     |
| -------- | ------------ |
| 溫度     | 氣溫         |
| 濕度     | 相對溼度     |
| 氣壓     | 測站氣壓     |
| 氣壓     | 海平面氣壓   |
| 氣壓     | 氣壓變化趨勢 |
| 降水     | 降水量       |
| 降水     | 雨水酸度     |
| 風       | 風向         |
| 風       | 風速         |
| 雲       | 雲量         |
| 雲       | 雲狀         |
| 雲       | 雲底高度     |
| 天空狀態 | 能見度       |
| 地表狀態 | 土壤溫度     |
| 地表狀態 | 蒸發量       |
| 太陽輻射 | 日照時數     |
| 太陽輻射 | 太陽短波輻射 |

除了上述表列已量化的觀測項目以外，每日的天氣記詳也詳細了記錄天氣現象，如雷、霧等天氣發生的時間、方位，並製作成雷報告表與霧報告表供後續應用。

## 外部連結
- 交通部中央氣象署金門氣象站 （页面存档备份，存于）

1. ↑  交通部中央氣象署金門氣象站編制表